# Valerijonas Valickas
Valerijonas Valickas  ist ein litauischer Beamter, ehemaliger Oberster Zollamtsrat Litauens, Leiter des Zollamts Litauen.

## Leben
In Sowjetlitauen war Valerijonas Valickas ein Offizier von OBCXSS (ОБХСС), einer Einrichtung für den Kampf gegen Entwendung des sozialistischen Eigentums in der Sowjetunion. Von 1990 bis 1992 arbeitete er als erster Leiter von Muitinės departamentas. Damals leitete Valerijonas Valickas nur 30 Mitarbeiter. Von 1999 bis 2003 war er Generaldirektor der litauischen Zollbehörde. Am 7. November 2003 promovierte Valickas in Verwaltungswissenschaft (zum Thema „Lietuvos muitinės veiklos pokyčių strateginis valdymas internacionalizavimo sąlygomis“) an der Vytauto Didžiojo universitetas in Kaunas und wurde Doktor der Management- und Verwaltungswissenschaften. 